# 核小体低分子RNA
核小体低分子RNA（かくしょうたいていぶんしRNA）は核小体に存在するRNAで、ノンコーディングRNAの1つである。リボソームRNA及びその他のRNA遺伝子のメチル化やシュードウリジン化の化学修飾を導く小さなRNA分子の一群である。英語のsmall nucleolar RNAを略してsnoRNAと呼ばれることも多い。
それらの化学修飾は成熟したRNAの機能を微妙に増強すると考えられている。それらはしばしばリボゾーム蛋白質のイントロンの中にコードされていて、RNAポリメラーゼIIによって合成されるが、独立した（多シストロン性の）転写単位として転写されることもある。snoRNAは、snoRNAと蛋白質を含む核小体低分子リボ核酸蛋白質（snoRNP）により構成される。snoRNAは、標的部位と相補的に結合するsnoRNAの塩基配列によってsnoRNP複合体を標的RNA分子の修飾部位へ導く。snoRNAはその配列によって主にboxC/DとboxH/ACAの二種に分けられている。snoRNAと蛋白質で形成される複合体（snoRNP）はRNA分子の修飾を触媒する。
1. snoRNAは相補的塩基配列により、RNA修飾酵素を正しい位置に並べる。
2. 2'-Oをメチル化されたリボースが3'末端の構造を増加させる。
3. シュードウリジン（psi/Ψ）は水素結合のための別のオプションを加える。
4. 高度にメチル化されたRNAは加水分解から保護される。rRNAはそれ自体の加水分解及びスプライシングを触媒することによってリボザイムとして作用する。